# Terremoto de Valdivia de 1960
El megaterremoto de Valdivia de 1960, conocido también como el gran terremoto de Chile, fue un sismo ocurrido a las 15:11:14, hora local (UTC-4), del domingo 22 de mayo de 1960. Su epicentro se localizó en las cercanías de Traiguén, provincia de Malleco (actual Región de La Araucanía, Chile), y tuvo una magnitud de 9,5 MW, siendo el más potente registrado instrumentalmente en la historia de la humanidad.
El sismo fue percibido a nivel planetario y produjo una serie de maremotos —cuyo alcance se extendió a diversas localidades a lo largo del océano Pacífico, incluyendo Hawái y las costas de Japón— y la erupción del volcán Puyehue, que cubrió de cenizas el lago homónimo. Se estima que esta catástrofe natural costó la vida de entre 1655 y 4000 personas, y dejó damnificados a más de 2 millones.
Junto con el evento principal, entre el 21 de mayo y el 6 de junio se produjo una serie de movimientos telúricos de importancia que afectó a gran parte del centro y sur de Chile.

## Contexto sismológico
Chile se ubica a lo largo de una zona de alta sismicidad conocida como el «Cinturón de fuego del Pacífico». Esto es producto del choque tectónico entre la placa de Nazca y las placas Sudamericana y de Chiloé. Al mismo tiempo ocurre la subducción de la primera bajo ambas placas continentales. La energía que se produce debido a la tensión entre estas placas se puede acumular para manifestarse en grandes movimientos telúricos. Estas características geológicas hacen que Chile sea catalogado como el país sísmicamente más activo del mundo, registrando más de un centenar de terremotos sobre magnitud 7 y una decena de grandes maremotos.

Pese a la frecuencia de terremotos en Chile, estudios actuales indican que terremotos similares al de 1575, denominados «gigantes», tienen un patrón de ocurrencia cercano a los 300 años y han provocado cambios drásticos en la estructura de la Tierra.

## Preludio: terremoto en Concepción

### 21 de mayo de 1960
A las 6:02 del sábado 21 de mayo, un terremoto sacudió gran parte del sur de Chile. Se registraron doce epicentros en la costa de la península de Arauco, actual Región del Biobío. El movimiento tuvo una magnitud entre 8,1 y 8,3 Mw, y la intensidad máxima fue X en la escala de Mercalli, siendo percibido en gran parte del país, desde el Norte Chico hasta la zona de Llanquihue. 
Produjo graves daños en diversos edificios y obras viales, afectando principalmente las ciudades de Concepción, Talcahuano, Lebu, Chillán, Cañete, Los Ángeles y Angol. Más de un centenar de personas falleció producto del sismo. En Concepción, un tercio de los edificios presentaron derrumbes, mientras que en la vecina Talcahuano la cifra superó el 60 %. Las comunicaciones telefónicas desde Santiago al sur quedaron inmediatamente interrumpidas y las primeras noticias en la capital se obtuvieron por informes del periodista Enrique Folch, quien había captado señales de radioaficionados desde la zona del sismo.
El presidente Jorge Alessandri suspendió inmediatamente las ceremonias en honor al Día de las Glorias Navales que se festejaba el mismo 21 de mayo; sin embargo, el tradicional mensaje presidencial a la nación desde el Congreso Nacional se realizó de igual forma. En su discurso, Alessandri llamó a apoyar a los habitantes de la provincia de Concepción, la más afectada, y solicitó ayuda a las zonas no afectadas del país y a la comunidad internacional para dicha tarea.

### 22 de mayo de 1960
A las 6:33 del domingo 22 de mayo, un segundo terremoto sacudió la zona y derrumbó las construcciones ya deterioradas por el sismo del día anterior; esta vez no hubo muertos, puesto que gran parte de la población había evacuado sus hogares por miedo a derrumbes.
A las 14:55, un tercer terremoto azotó las ciudades afectadas. Los cortes en tendidos eléctricos produjeron diversos incendios y también hubo ruptura de cañerías de agua potable. Pese a que muchas edificaciones estaban destruidas en su interior, sus fachadas se mantenían prácticamente intactas.

## Cataclismo en Valdivia

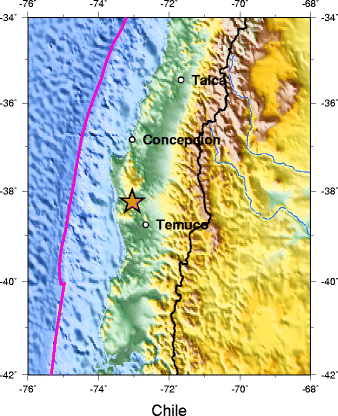
Mapa del epicentro del terremoto del 22 de mayo de 1960 según la USGS.

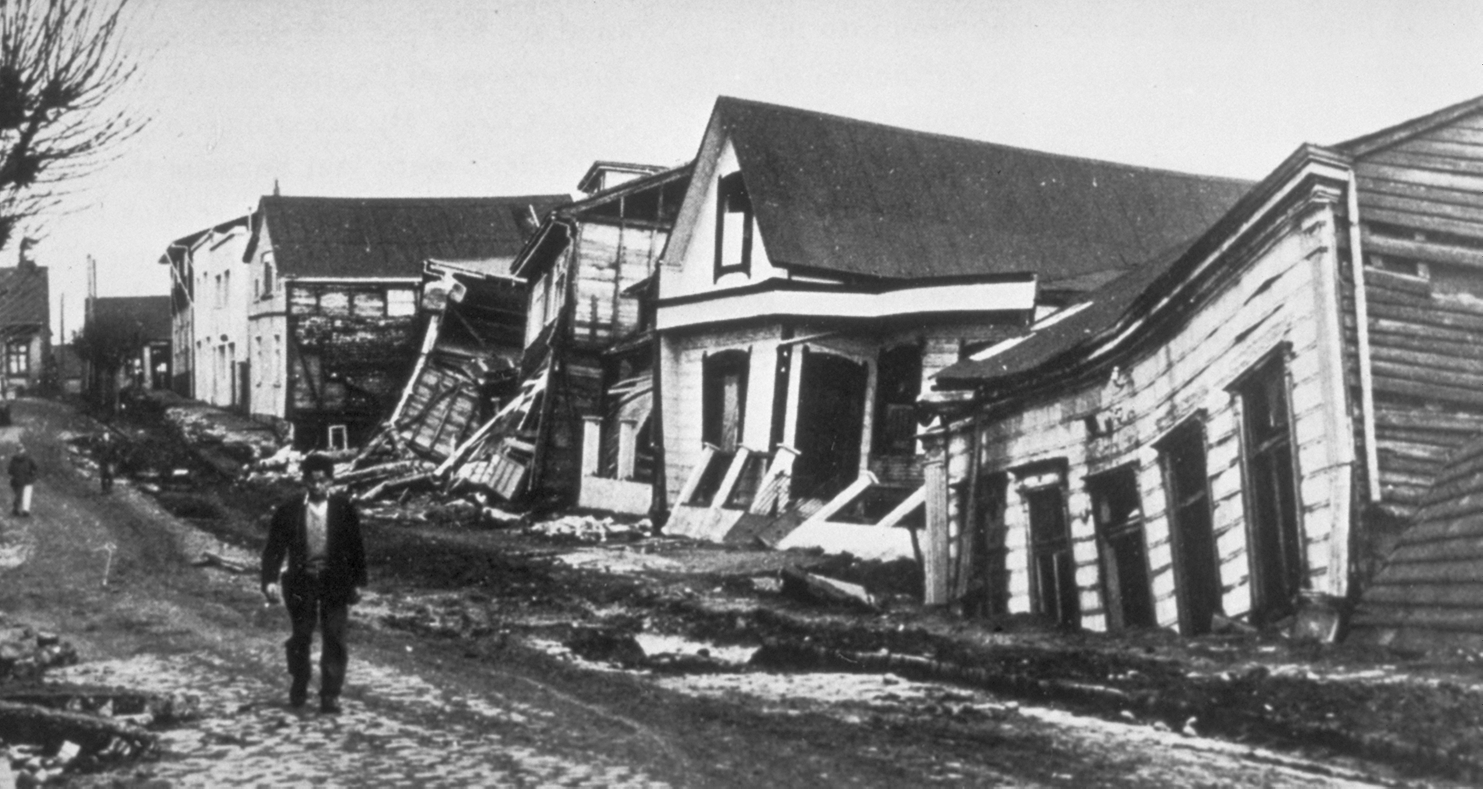
Vista de una calle en el centro de Valdivia tras el maremoto del 22 de mayo de 1960.

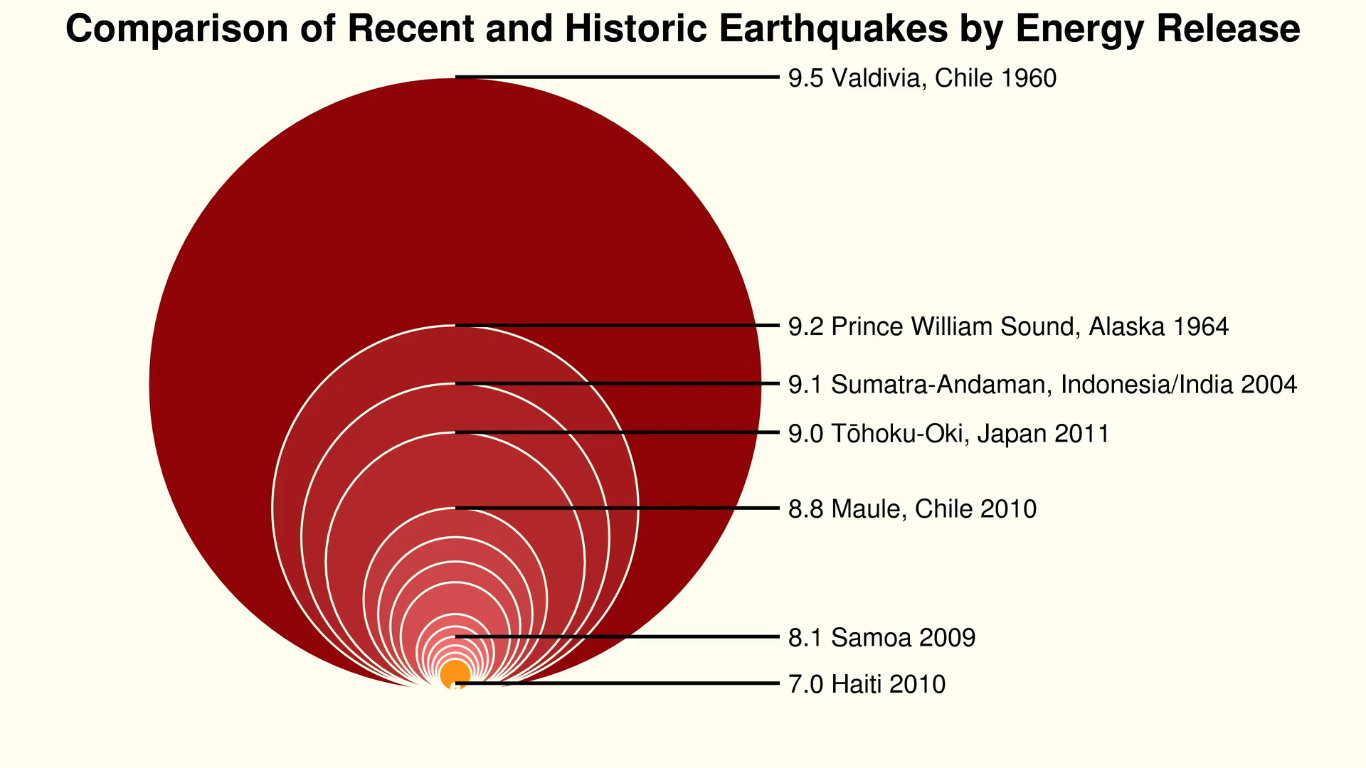
Comparación de la energía liberada por el terremoto de 1960 y otros de décadas posteriores.

A las 15:11:43, hora local (UTC-4), del domingo 22 de mayo de 1960, comenzó a producirse una ruptura tectónica de proporciones nunca antes registradas en la historia de la humanidad. El epicentro de este gran sismo comenzó en la zona cercana a Traiguén (provincia de Malleco, actual Región de la Araucanía) y poco a poco se expandió hacia el sur en una sucesión de rupturas epicentrales a todo lo largo de la costa meridional de Chile. El masivo evento fracturó toda la zona de subducción entre las penínsulas de Arauco y de Taitao, en una extensión de más de 1000 km de norte a sur.
El cataclismo alcanzó una magnitud de 9,5 MW y tuvo una duración superior a los 10 minutos. Estudios posteriores sostienen que, en realidad, se trató de una sucesión de 37 o más terremotos cuyos epicentros se extendieron a lo largo de 1350 km. En suma, el cataclismo devastó todo el territorio chileno entre Talca y Chiloé, es decir, más de 400 000 km². La zona más afectada fue Valdivia y sus alrededores.

El terremoto era como un gigantesco cíclope que con un enorme mazo iba aplastando todo con furiosa ira. Un solo golpe y abajo la torre del cuartel de Bombas... Impuestos Internos, el Centro Español, la Catedral, la Iglesia Evangélica y tantos otros. De pronto el gigante enloqueció y empezó a repartir mazazos a diestra y siniestra, dejando brutalmente herida a toda la ciudad.
Hernán Olave describiendo el terremoto en el libro Horas de tragedia

El terremoto alcanzó una intensidad de entre X y XII grados en la escala sismológica de Mercalli en Valdivia. Gran parte de sus edificaciones se derrumbaron inmediatamente, mientras el río Calle-Calle inundaba las calles del centro urbano. Situaciones similares ocurrieron en otras ciudades de la región, arrasando con aquellos edificios que aún se mantenían en pie tras el sismo del día anterior.
El eje terrestre se movió 3 cm, mientras las placas de Nazca y de Chiloé se acercaron bruscamente cerca de 40 metros, cuando normalmente lo hacen entre 8 y 9 cm anuales. Dicha energía equivale a aproximadamente el 22,2 % de la energía liberada por todos los movimientos sísmicos entre enero de 1906 y diciembre de 2005 (100 años exactos).
| Intensidad                 | Lugar                                           |
| -------------------------- | ----------------------------------------------- |
| XI (Extremo)-XII (Extremo) | Valdivia, Puerto Saavedra                       |
| X (Extremo)-XI (Extremo)   | Puerto Montt                                    |
| IX (Violento)              | Osorno, Villarrica                              |
| VIII (Severo)              | Angol, Temuco, Lebu, Los Ángeles                |
| VII (Muy fuerte)           | Concepción, Chillán                             |
| VI (Fuerte)                | Talca, Chaitén                                  |
| V (Moderado)               | Aysén, Coyhaique, Cochrane, Pichilemu, Rancagua |
| IV (Ligero)                | Santiago, San Antonio                           |
| III (Débil)                | Valparaíso, Viña del Mar, Los Andes             |
| II (Débil)                 | La Serena                                       |

| Epicentro           | Fecha y hora (UTC-4) | Ms      | Mw      | Ref.                       |
| ------------------- | -------------------- | ------- | ------- | -------------------------- |
| Curanilahue         | 21 de mayo, 6:02     | 7,3-7,5 | 8,1-8,3 | [ 4 ] [ 12 ] [ 13 ] [ 18 ] |
| Curanilahue         | 22 de mayo, 6:32     | 7,3-7,5 |         | [ 12 ] [ 18 ]              |
| Cañete              | 22 de mayo, 14:55    | 7,5-7,8 |         | [ 13 ] [ 18 ]              |
| Chiloé              | 22 de mayo, 15:10    | 7,5     |         |                            |
| Valdivia            | 22 de mayo, 15:11    | 8,5     | 9,5     | [ 1 ] [ 12 ]               |
| Península de Taitao | 25 de mayo, 4:37     | 7,0     |         |                            |
| Puerto Edén         | 26 de mayo, 9:56     | 7,0     |         |                            |
| Península de Taitao | 2 de junio, 1:58     | 6,8     |         |                            |
| Península de Taitao | 6 de junio, 1:55     | 7,0     |         |                            |

## Maremoto en el Pacífico

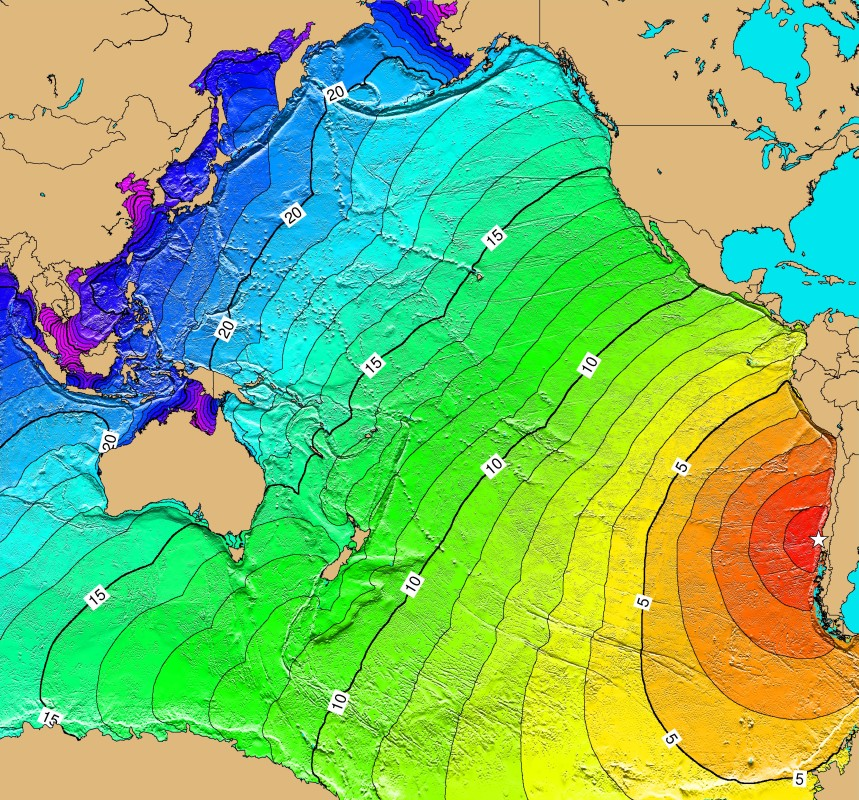
Recorrido del maremoto desde Valdivia a lo largo del océano Pacífico.

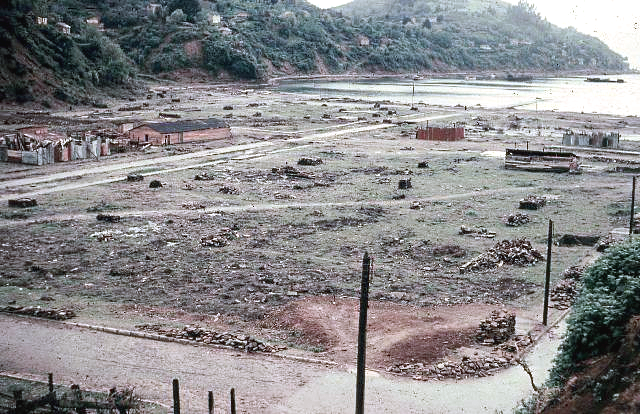
El centro de Corral fue casi completamente destruido como consecuencia del maremoto.

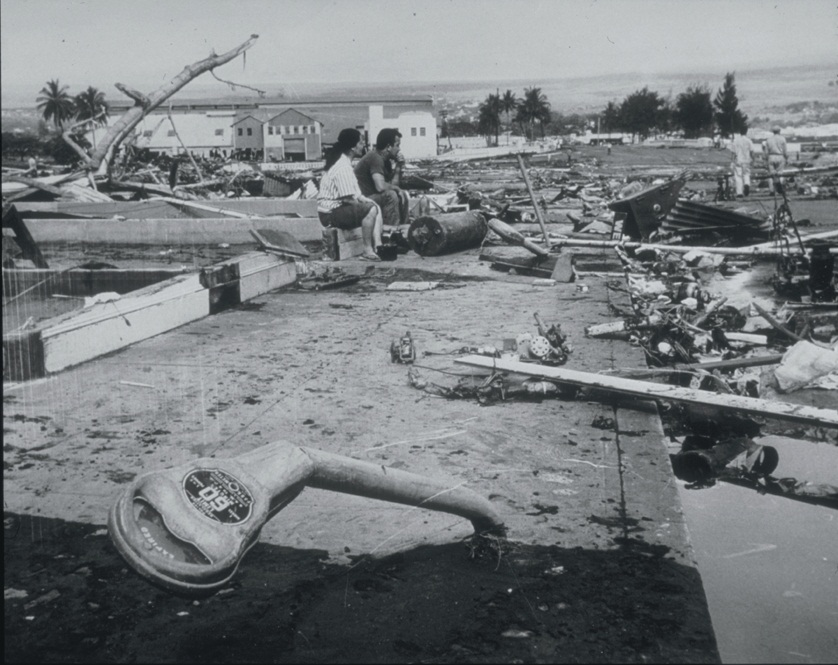
Hilo después del maremoto que afectó el archipiélago de Hawái.

Algunos minutos luego del sismo principal, todas las localidades costeras entre Concepción y Chiloé fueron arrasadas por un tsunami. Producto de la potencia del movimiento sísmico, el maremoto fue devastador en casi toda su extensión. En el puerto de Corral, cercano a Valdivia, el nivel del mar se elevó sobre 4 m antes de comenzar a retraerse rápidamente (cerca de las 16:10), arrastrando barcos ubicados en la bahía —principalmente los navíos Santiago, San Carlos y Canelos—. A las 16:20, una ola de 8 m de altura azotó la costa a más de 150 km/h, ocasionando la muerte de cientos de habitantes de diversas localidades. Diez minutos después, el mar volvió a retroceder, arrastrando ruinas de pueblos costeros para impactar nuevamente con una ola superior a 10 m de altura. Varios navíos resultaron completamente destruidos, salvo el Canelos, que encalló tras ser arrastrado por más de 1,5 km tierra adentro.
Posteriormente, la onda expansiva comenzó a recorrer el océano Pacífico. En Isla de Pascua (Rapa Nui), el tsunami generó olas superiores a los 10 m de altura, destruyendo el ahu Tongariki e ingresando más de un kilómetro hasta la base del Rano Raraku. Quince horas después del evento en Valdivia al archipiélago de Hawái, a más de 10 000 km de distancia del epicentro; la ciudad de Hilo fue la más afectada, contabilizando la muerte de 61 personas producto de olas que alcanzaron los 10 m de altura, mientras en el resto del archipiélago el aumento de las aguas llegó a los 4 metros.
Fuera de Chile, el país más afectado por el maremoto fue Japón, donde 139 personas perdieron la vida producto de olas superiores a los 6 m, especialmente en la región de Sanriku, al noroeste de la isla de Honshu. 21 personas murieron en las Filipinas y 2 en California, producto de olas entre 1,5 y 2 m. Similares eventos se registraron en Nueva Zelanda, Samoa y las islas Marquesas, aunque de menor magnitud. En Hong Kong, se registró un aumento en el nivel del mar de 0,3 m producto del sismo en Valdivia. Las olas más grandes se registraron en las islas Pitcairn (12,2 m) y la península rusa de Kamchatka (7 m), aunque la baja población en ambas regiones evitó mayores daños.

## El «Riñihuazo»
Cuando la pavorosa pesadilla del terremoto haya pasado, se escribirá la epopeya del Riñihue: lo que hizo el hombre, ayudado por la máquina y por la técnica, para impedir la destrucción de una zona de cien mil habitantes, por la acción de las aguas de un lago, que quedaron aprisionadas y que quisieron recuperar su libertad con furia y fuerza homicida y devastadora.
Luis Hernández Parker

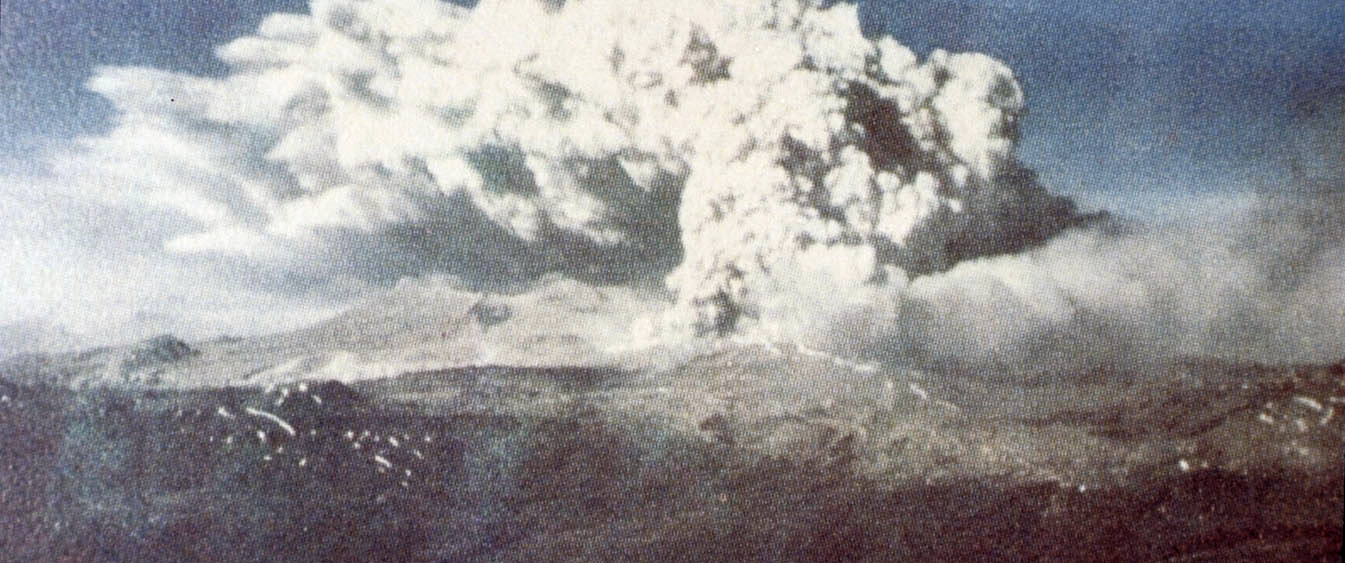
Dos días después del terremoto, el volcán Puyehue, a 200 km del epicentro, hizo erupción.

Mientras la noticia del terremoto más fuerte registrado en la historia recorría el mundo y reporteros internacionales, políticos y militares se dirigían a las ciudades afectadas, una posible catástrofe aún mayor era analizada por organismos gubernamentales. Debido al terremoto, diversos cerros se habían derrumbado bloqueando el desagüe del lago Riñihue (39°46′43″S 72°27′03″O / -39.77861, -72.45083). El Riñihue es el último de los Siete Lagos, una serie de lagos interconectados, y desagua por el río San Pedro que recorre diversas localidades hasta llegar a Valdivia antes de desembocar en el Pacífico.
Antecedentes del tipo de desastre que se podía producir, ya se conocían; ya que está descrito que en el terremoto del 16 de diciembre de 1575, en el que la «fuerza del sismo fue tan grande, que un derrumbe cerró el desaguadero del lago Riñihue, dique que cedió en abril del año siguiente, inundando en forma desastrosa una extensa región».
Al bloquearse el río San Pedro, el nivel de las aguas comenzó a crecer rápidamente. Cada metro que subía el nivel del lago correspondía a 20 millones de m³ por lo que cuando el lago se rebasase al superar el tercer y último tapón de 24 m de altura, tendría más de 4800 millones de metros cúbicos que bajarían por el río San Pedro con un caudal de más de 3000 m³/s (durante sus crecidas, el San Pedro no superaba los 400 m³/s) destruyendo todos los pueblos en su ribera en menos de 5 horas. Dicho caudal podría haber aumentado a cifras incalculables en caso de que el tapón formado hubiese colapsado.
Para evitar la destrucción definitiva de Valdivia y Corral, diversos batallones del Ejército de Chile y cientos de obreros y constructores de la Empresa Nacional de Electricidad (Endesa), la Corporación de Fomento de la Producción (Corfo) y el Ministerio de Obras Públicas (MOP) participaron en la tarea de controlar el vaciado del lago de tal forma que su cauce no arrasara lo que quedaba de aquellas ciudades. Para esto, se intentó con 27 topadoras, trabajar para bajar el nivel del tapón de 24 a 15 m y permitir que el lago comenzara a vaciar lentamente 3000 millones de m³, mientras otros detenían el flujo de los ríos que conectan el Riñihue con los lagos Panguipulli, Calafquén, Neltume y Pirihueico. Sin embargo la maquinaria, a pesar de ser cotidianamente utilizada en movimiento de tierras, no tuvo mayor avance debido a que las orugas se pegaban en el barro haciendo imposible la movilidad. De esta forma, la única posibilidad de eliminar el tapón, quedó en manos de cientos de obreros llegados de distintos rincones del país, los verdaderos héroes, que armados con una simple pala, consiguieron lo que la maquinaria no pudo. El 23 de mayo, tras agotadoras horas de trabajo, el lago comenzó lentamente a vaciarse desvaneciendo el potencial peligro para los 100 000 habitantes que vivían en la zona afectada. Los trabajos, liderados por el ingeniero Raúl Sáez, acabaron solamente dos meses después del inicio de las maniobras.
Todos estos eventos son conocidos como la «hazaña» o «epopeya del Riñihue», producto de la gravedad de la situación y la forma en que se desarrolló la respuesta por parte de los integrantes de los organismos del Estado chileno, las empresas privadas y públicas, el Ejército y miles de voluntarios que colaboraron directa e indirectamente en la faena. Todos estos hechos quedaron registrados en un documental llamado La Respuesta (Hazaña del Riñihue) realizado por el historiador chileno-español Leopoldo Castedo, en el cual se narra la respuesta para desactivar el potencial destructivo de la naturaleza.

## Víctimas y daños

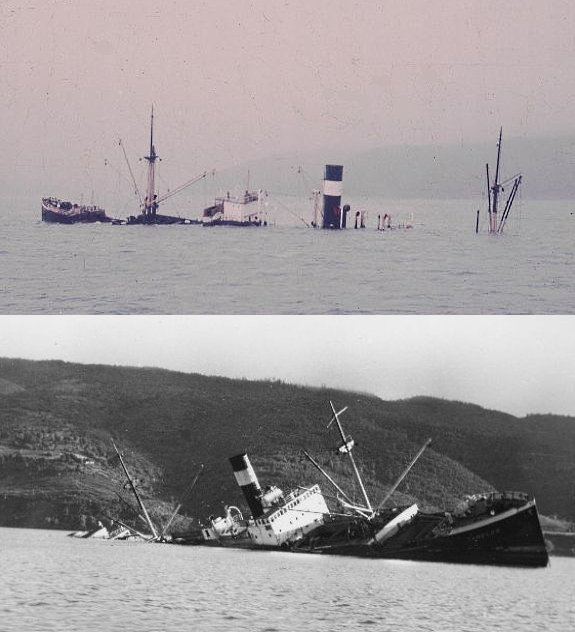
Vapor hundido Carlos Haverbeck y Canelos - Chile, otoño de 1960.

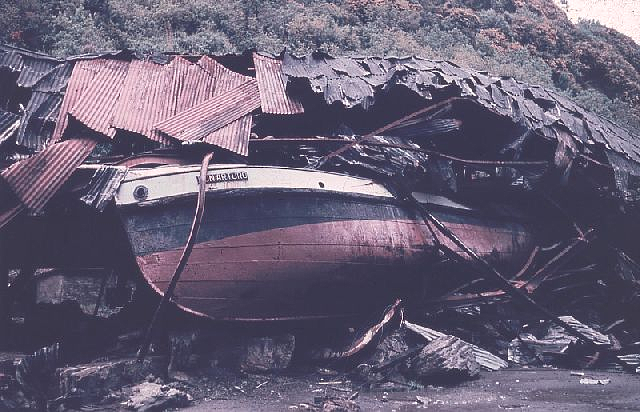
Un barco fue arrojado por la ola del tsunami en una casa - Corral, otoño de 1960.

Gran parte del sur de Chile fue destruido por los dos terremotos y el maremoto; el periódico La Cruz del Sur informaba el 28 de mayo de 1960 la existencia preliminar de 962 muertos, 1410 desaparecidos y 160 heridos de diversa consideración.

### Ñuble a Cautín
Chillán, la ciudad más austral que mantenía contacto con Santiago tras el terremoto, tuvo el 20% de sus edificios dañados gravemente. Talcahuano quedó con el 65% de sus viviendas destruidas y el 20% de las que se mantenían estaban inhabitables, mientras la vecina ciudad de Concepción contaba con más de 125 muertos y 2000 hogares arrasados. El puente sobre el río Biobío se derrumbó en tres secciones, mientras la usina de la Siderúrgica Huachipato estuvo a punto de quedar inutilizable, después de que la mezcla de hierro comenzara a enfriarse tras el corte de la energía eléctrica. El agua inundó las minas subterráneas de carbón de la península de Arauco. Los Ángeles fue destruida en un 60% y Angol en alrededor del 82%, quedando 6000 personas en dicha ciudad sin hogar. Traiguén, fue una de las ciudades más devastadas. El 70% de las viviendas quedaron destruidas o inhabitables, dejando a 600 familias sin hogar, Edificios públicos como liceos, el asilo de ancianos, la cárcel y el convento de San Francisco colapsaron, mientras que el hospital tuvo que demoler sus pabellones más antiguos. El lago Villarrica se desbordó, mientras un alud de tierra sepultó a los 300 habitantes de la comunidad mapuche de Peihueco. En lo que respecta a la ciudad de Villarrica y localidades aledañas (Liquiñe, Coñaripe, Pocura, etc.) registraron alrededor de 200 muertes y el 30% de las viviendas inhabitables. El puente que la conectaba con el país se destruyó, aislando la zona, y los caminos a Pucón quedaron bloqueados por derrumbes. La Catedral, escuelas y hoteles también sufrieron graves daños. En Temuco a diferencia de otras ciudades, se sufrieron daños menores. Según El Mercurio (1960) los edificios del centro, construidos con materiales resistentes, soportaron mejor el terremoto. De las 200 casas afectadas, solo 40 quedaron inhabitables, y solo un 3.5% de las aproximadamente 15,000 viviendas de la ciudad registraron daños severos. Las vías férreas hacia Santiago permanecieron intactas, aunque las rutas al sur quedaron intransitables. Se reportaron solo diez heridos en la ciudad.

### Valdivia

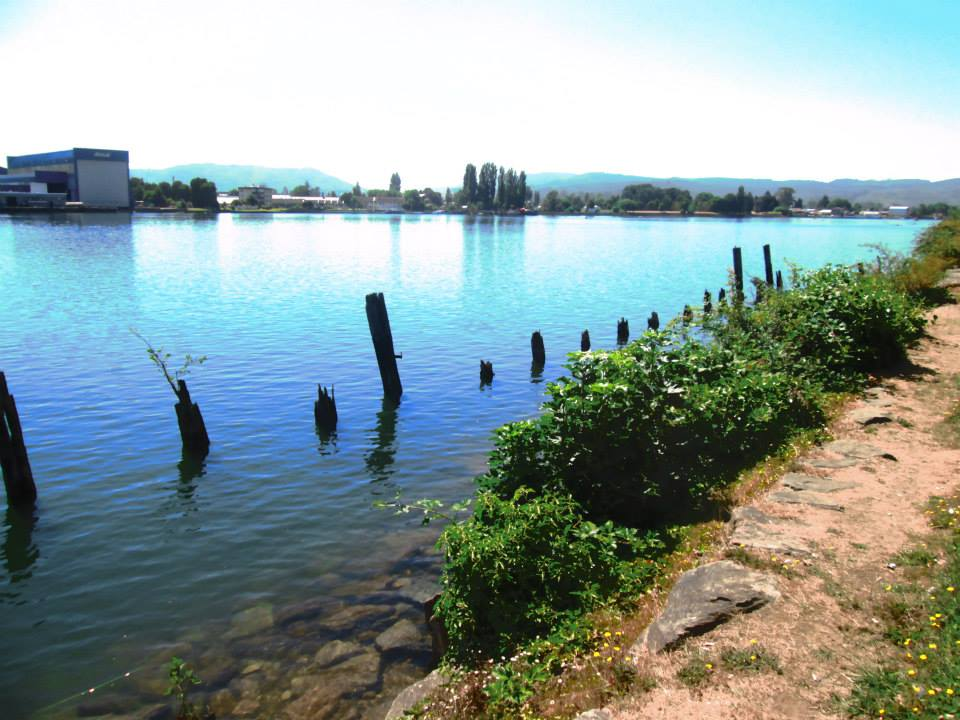
Vestigios y remanentes del terremoto de Valdivia de 1960

Valdivia y sus alrededores fueron las zonas más afectadas con el desastre natural de 1960. El 40 % de los hogares fue destruido por el movimiento telúrico, dejando a más de 20 000 personas damnificadas.[cita requerida] El río Calle-Calle se desbordó, inundando gran parte del centro de la ciudad, lo que obligó a la evacuación de los barrios de Collico, Las Ánimas e Isla Teja. Los principales edificios, como el del Cuerpo de Bomberos y el Hospital, quedaron inutilizables. El cercano puerto de Corral sufrió el azote del maremoto que arrastró a gran parte de su población, dejando centenares de muertos y desaparecidos. La bahía en que desemboca el río Valdivia recibió a diversos barcos arrastrados por las olas: el Carlos Haverbeck y Canelos, los vapores Prat y Santiago, los remolcadores Pacífico y Chanchorro y el buque de dragado Covadonga, muchos de los cuales se hundieron principalmente. El Canelos varó en un sector del río Valdivia, mientras que el Santiago recaló en las cercanías de Niebla y la Covadonga, sobre una escuela en las cercanías del río Cutipay.[cita requerida]

### Pueblos costeros

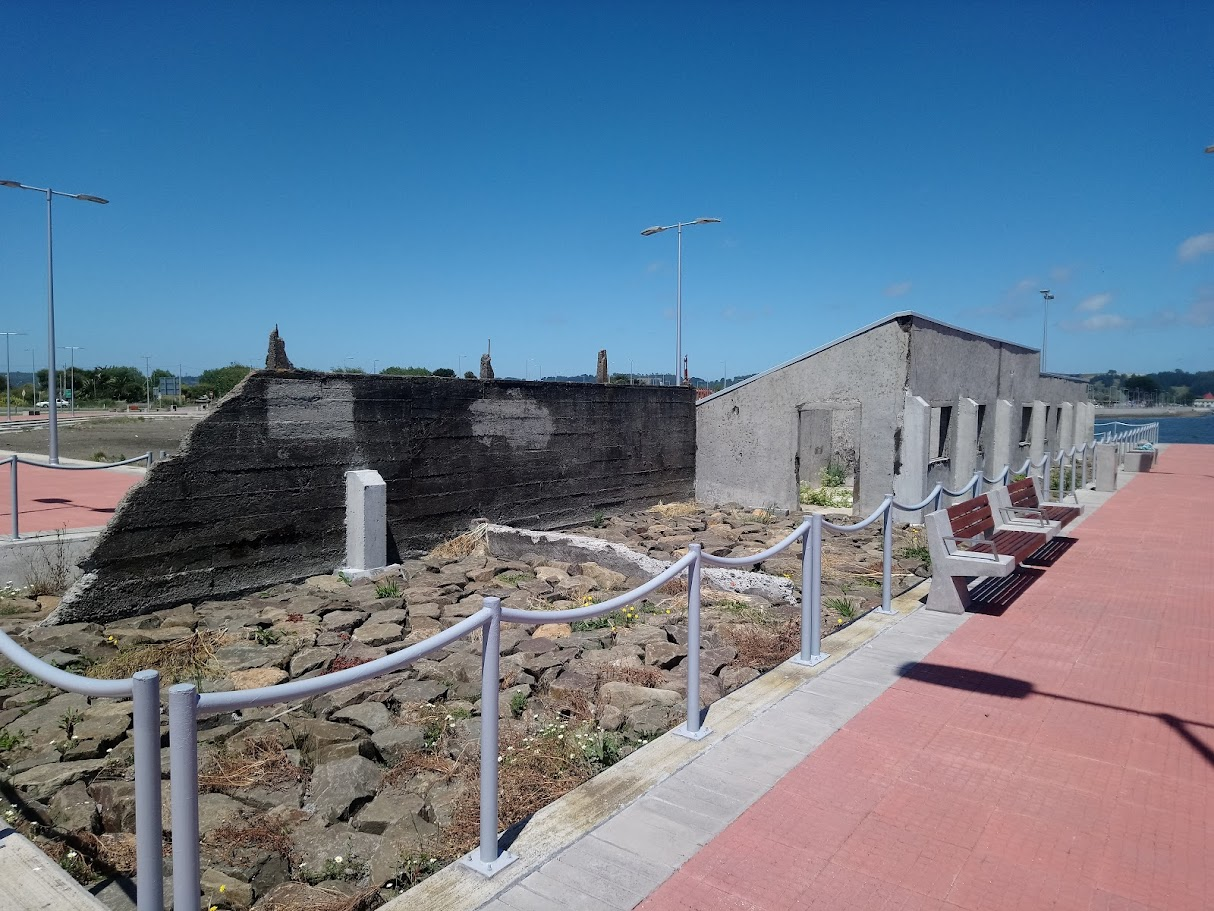
Memorial Terremoto de Valdivia en 1960 en Puerto Saavedra que sirve de testimonio sobre los daños ocurridos en la localidad costera.

Al igual que en Corral, en toda la costa el maremoto provocó más daños que el terremoto mismo. En la zona de Cautín, los pueblos de Toltén —el cual fue trasladado a un nuevo emplazamiento— arrasando con el 40% del pueblo, sin embargo, otros medios como La Unión de Valparaíso (1960) y El Sur de Concepción (1960) indican que solo el 10% de las estructuras resistieron. La destrucción fue tan severa que el pueblo se dividió en Toltén Antiguo y Nuevo Toltén, este último reconstruido a 5 km del original; Puerto Saavedra y Queule fueron prácticamente borrados del mapa. En Puerto Saavedra, su población de 2500 habitantes alcanzó a huir a tierras altas antes de presenciar como las olas arrastraban las casas mar adentro —a excepción de una—; lo mismo ocurrió con los otros dos pueblos que fueron completamente asolados.[cita requerida] Situaciones semejantes ocurrieron en poblados de la costa de Valdivia (como Los Morros, San Carlos, Amargos, Camino Amargos, Corral Bajo, La Aguada, San Juan, Ensenada, Niebla, Mehuín y Los Molinos) y la costa de la provincia de Osorno (Bahía Mansa, Pucatrihue, Maicolpué y Choroy Traiguén).

### Osorno
En el sector cordillerano del lago Rupanco más un centenar de personas desaparecieron o murieron producto del terremoto, luego de que el desprendimiento de más de 100 millones de metros cúlbicos de tierra al lago provocó una ola de hasta 10 metros de alto que golpeó a las localidad de Gaviotas y sus alrededores. Una de las pérdidas más significativas fue el Hotel Termas de Rupanco, que fue arrasado por completo por un alud.

### Llanquihue y Chiloé
Puerto Montt fue una de las comunas más devastadas por el terremoto. Si bien la cantidad de fallecidos no superó la centena —en ese tiempo la población urbana bordeaba los 36 000 habitantes—, el 70 % de las viviendas de la ciudad quedó en estado irreparable o inhabitable. El puerto, la costanera, la estación de ferrocarriles, Angelmó, el barrio Chorrillos-Miraflores y Población Modelo fueron algunos de los sectores más afectados, mientras que en Población Modelo —debido al deslizamiento de laderas— se registró el mayor número de víctimas. El aeropuerto El Tepual —cuya pista había sido terminada recientemente por lo que fue abierto para atender la catástrofe— cumplió un rol crítico (junto con la base aérea de Chamiza) para el establecimiento de un puente aéreo de ayuda internacional con el cual se auxilió a los miles de afectados en la zona, ya que era el único aeropuerto que se encontraba en la zona afectada al sur de Concepción. La gran destrucción causada en la comuna y provincia fue el ímpetu con el cual la ciudad empezaría después a expandirse hacia sus terrazas, gracias a la creación de nuevas poblaciones que abastecerían la alta demanda de viviendas que provocó el terremoto.
En Chiloé, gran parte de los pueblos costeros también sufrieron el embate de las aguas, con cifras aproximadas de 800 muertos, destruyéndose además la mayor parte de los palafitos en lugares como Chonchi y Dalcahue; los pequeños poblados de la costa occidental quedaron aislados y Rahue fue completamente arrasado y destruido por completo.

### Impacto general por zonas geográficas
La siguiente tabla muestra un panorama de cómo fueron afectadas las distintas regiones del sur de Chile.
| Zona             | Porcentaje de Destrucción                 | Personas Afectadas               | Efectos Principales                                                     |
| ---------------- | ----------------------------------------- | -------------------------------- | ----------------------------------------------------------------------- |
| Ñuble a Cautín   | Variable (20-82%)                         | Miles de damnificados            | Daños en edificaciones, puentes caídos, inundaciones                    |
| Valdivia         | 40% de hogares destruidos                 | Más de 40% de hogares destruidos | Desbordamiento del río Calle-Calle, edificios principales inutilizables |
| Pueblos Costeros | 90-100% en algunos casos                  | Miles de evacuados               | Arrasados por maremoto, algunos pueblos reubicados posteriormente       |
| Osorno           | Daños significativos en zona cordillerana | Más de 100 desaparecidos/muertos | Desprendimientos de tierra, aludes                                      |
| Puerto Montt     | 70% de viviendas en zona cordillerana     | Miles de damnificados            | Daños en el puerto, costanera y barrios enteros                         |
| Chiloé           | Destrucción severa en costa               | Aproximadamente 800 muertos      | Destrucción de palafitos, pueblos costeros arrasados                    |

## Impacto posterior

### Consecuencias: Creación de nuevos organismos
El impacto del terremoto de Valdivia, tanto en Chile como en otros países, llevó a varios gobiernos a la creación de nuevos organismos públicos orientados a prevenir y controlar el daño derivado de eventos sísmicos de gran magnitud.
En Chile, el Plan Nacional de Emergencias creado para enfrentar la catástrofe de Valdivia se mantuvo años posteriores y en 1974 se convirtió oficialmente en la Oficina Nacional de Emergencia (ONEMI), dependiente del Ministerio del Interior y Seguridad Pública, la cual tiene como objetivo planificar, coordinar y ejecutar las acciones destinadas a prevenir o solucionar los problemas derivados de catástrofes naturales y otras emergencias.
El tsunami que arrasó con varias localidades a lo largo del Pacífico impulsó a las Naciones Unidas a solicitar la creación de un sistema de alertas global que avisara de la ocurrencia de fenómenos similares. Así, en 1965 nació el Centro de Alerta de Tsunamis del Pacífico (Pacific Tsunami Warning Center o PTWC, en inglés), localizado en Honolulu, Hawái.

### Investigación sobre sacrificios humanos
Tras el gran sismo, y durante el periodo de las fuertes réplicas y maremotos, en la localidad de Collileufú, en la costa cercana a Puerto Saavedra, zona de la Araucanía —en el corazón de la zona indígena mapuche—, se realizó el sacrificio humano de un niño de seis años, con el objetivo de calmar a la naturaleza. El menor, llamado José Luis Painecur Painecur, fue arrojado al mar desde un precipicio. Una machi o chamán del pueblo mapuche llamada Juana Namuncura Añén, planteó a la comunidad esta forma de calmar al mar tras el tsunami y se procedió a la ceremonia. El cuerpo del niño nunca fue encontrado.
Tras investigar por dos años y procesar a los acusados, la justicia decidió no sentenciarlos dada la situación sin precedentes, dictaminando que los involucrados habían «actuado sin libre voluntad, impulsados por una fuerza física irresistible, de usanza ancestral», en conformidad con el artículo 10, inciso 9 del Código Penal chileno que establecía: «Quedan exentos de responsabilidad penal el que obra violentado por una fuerza irresistible o impulsado por un miedo insuperable». Durante el proceso, los inculpados recibieron golpizas y requirieron la protección de la policía.